# EndNote
EndNote és un paquet informàtic de gestió de referències, usat per manejar llistats bibliogràfics i cites en escriure assajos i articles. És desenvolupat per Clarivate Analytics.

## Característiques
El programa agrupa les dades bibliogràfiques en «llibreries» amb extensió d'arxiu *.enl i una carpeta corresponent de *.data. Hi ha diverses maneres d'agregar una referència a una biblioteca: manualment, exportant, important, etc. El programa presenta a l'usuari una finestra que conté un menú per seleccionar el tipus de referència que calgui (llibre, article periodístic, pel·lícula, etc.), i els camps associats amb aquest registre, tant en general (autor, títol, any, etc.) com els relacionats amb un tipus de referència en particular (nombre d'ISBN, per a publicacions, durada, per a pel·lícules, etc.).
És possible exportar i importar referències entre l'EndNote i altres programes. Això permet a l'usuari manejar llistats amb múltiples referències, estalviant la tasca de la càrrega manual. En alguns serveis d'indexació de bases de dades, com PubMed, o determinats cercadors, com Google Scholar, és possible importar directament les referències d'un article consultat.